# Communauté de communes Briance Combade
Die Communauté de communes Briance Combade (offizielle Schreibweise: Communauté de communes Briance-Combade) ist ein französischer Gemeindeverband mit der Rechtsform einer Communauté de communes im Département Haute-Vienne in der Region Nouvelle-Aquitaine. Sie wurde am 11. Dezember 2002 gegründet und umfasst zehn Gemeinden. Der Verwaltungssitz befindet sich im Ort Châteauneuf-la-Forêt.

## Mitgliedsgemeinden
| Gemeinde                               | Einwohner 1. Januar 2022 | Fläche km² | Dichte Einw./km² | Code INSEE | Postleitzahl |
| -------------------------------------- | ------------------------ | ---------- | ---------------- | ---------- | ------------ |
| Châteauneuf-la-Forêt                   | 1.536                    | 29,25      | 53               | 87040      | 87130        |
| La Croisille-sur-Briance               | 690                      | 43,61      | 16               | 87051      | 87130        |
| Linards                                | 1.004                    | 36,30      | 28               | 87086      | 87130        |
| Masléon                                | 286                      | 8,72       | 33               | 87093      | 87130        |
| Neuvic-Entier                          | 874                      | 39,34      | 22               | 87105      | 87130        |
| Roziers-Saint-Georges                  | 161                      | 11,66      | 14               | 87130      | 87130        |
| Saint-Gilles-les-Forêts                | 44                       | 8,28       | 5                | 87147      | 87130        |
| Saint-Méard                            | 367                      | 24,51      | 15               | 87170      | 87130        |
| Surdoux                                | 54                       | 3,88       | 14               | 87193      | 87130        |
| Sussac                                 | 364                      | 25,42      | 14               | 87194      | 87130        |
| Communauté de communes Briance Combade | 5.380                    | 230,97     | 23               | –          | –            |